# Juan Muñoz
Juan Muñoz (Madrid, 16 juni 1953 – Ibiza, 28 augustus 2001) was een Spaans beeldhouwer.

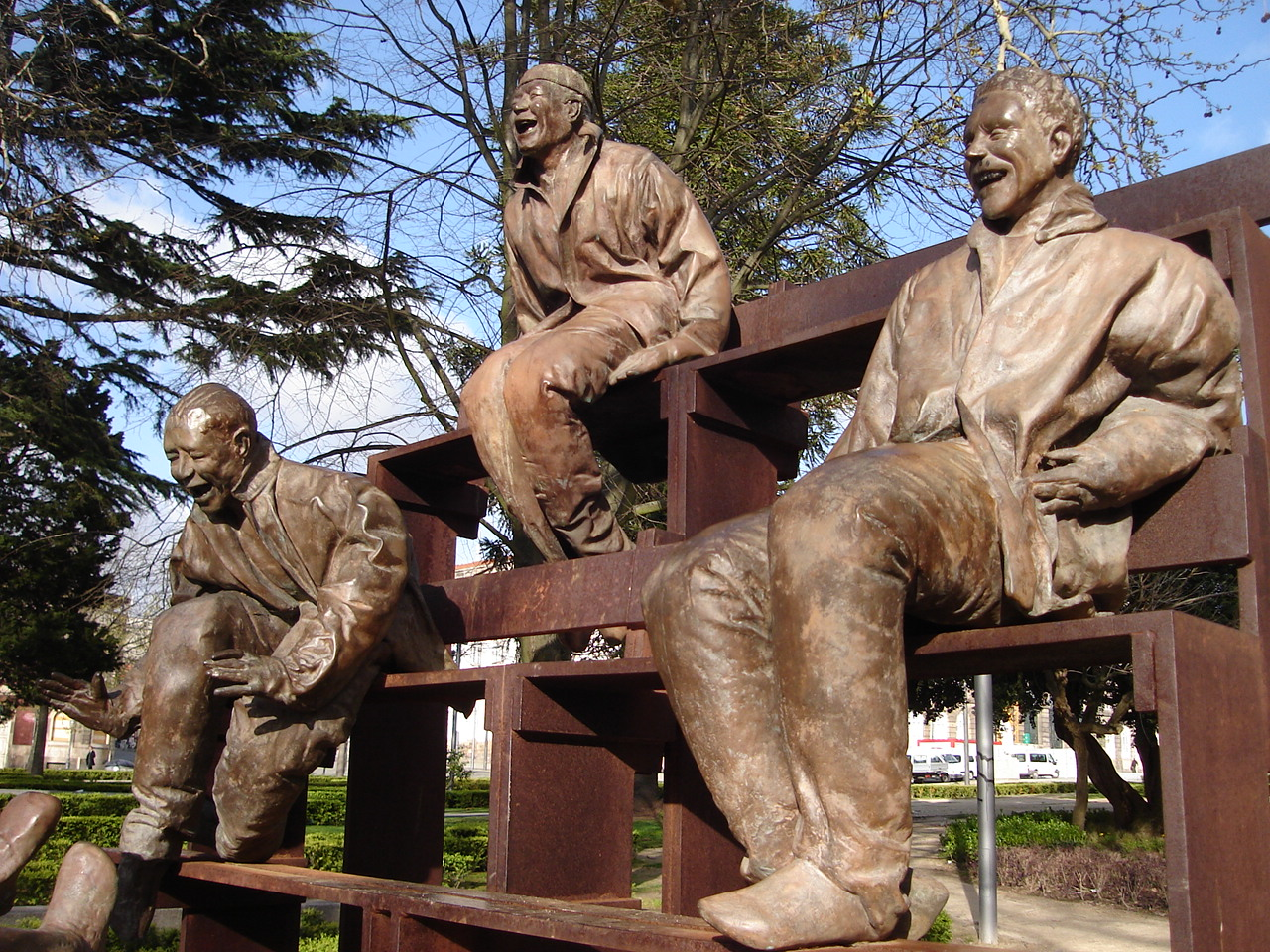
Juan Muñoz laatste werk Thirteen Laughing at Each Other (2001) in Porto, Portugal

## Biografie
Juan Muñoz werd in 1953 in Madrid geboren, als tweede van zes broers. In de jaren zeventig studeerde hij in Engeland aan het Croydon College en vervolgens aan de Central School of Art and Design. Daar leerde hij zijn toekomstige echtgenote, de Spaanse beeldhouwster Cristina Iglesias kennen, met wie hij twee kinderen kreeg. In 1982 trok hij naar de Verenigde Staten om met een beurs aan het Pratt Centre te New York te studeren. Hij had in 1984 zijn eerste expositie in de galerie 'Fernando Vijande'. Vervolgens exposeerde hij wereldwijd.
Aan het begin van de jaren negentig begon Juan Muñoz 'verhalende' werken te maken – waarmee hij de grenzen van de traditionele beeldhouwkunst doorbrak – die bestonden uit installaties met figuren, die, iets kleiner dan levensgroot, zowel in een gesloten als in een open relatie tot elkaar staan. Zijn installaties nodigen de kijker uit ook een relatie aan te gaan, waarbij de kijker het gevoel krijgt op subtiele wijze deel te zijn van het gezelschap. Zijn monochromatische beelden, loodgrijs en wasbruin, nemen, met hun bescheidenheid en identificeerbaarheid voor zich in, doordat zij een algemeen toepasbaar lijken, maar door het ontbreken van individualiteit stellen zij ook -bijna ongemakkelijke- vragen.
Voor zijn beelden gebruikte Juan Muñoz voornamelijk papier maché, was en brons.
Naast zijn beeldend werk was Muñoz ook geïnteresseerd in 'geluidswerk', dat hij voor radio maakte. Een van zijn bekendste luisterwerken maakte hij samen met de Britse componist Gavin Bryars aan het begin van de jaren negentig, getiteld A Man in a Room, Gambling waarin Muñoz speelkaarttruukjes beschreef, begeleid door een compositie van Bryars. De tien delen, van niet meer dan 5 minuten lengte, werden door Radio 3 van de BBC uitgezonden.
In een ongemonteerd radioprogramma (Third Ear, 1992), stelde Juan Muñoz dat er twee onmogelijk voor te stellen begrippen bestonden: het heden en de dood, en dat de enige manier om die te beschrijven de afwezigheid ervan was.
Hij ontving de Premio Nacional de Artes Plásticas 2000.
Juan Muñoz stierf op 28 augustus 2001 onverwacht aan een hartstilstand, door een breuk in de aorta en interne bloedingen, in zijn zomerhuis in Santa Eulalia del Rio op Ibiza.